# Bartosz Frankowski
Bartosz Frankowski (23 settembre 1986) è un arbitro di calcio polacco.

## Controversie
Il 6 agosto 2024 viene arrestato a Lublino, sede dell'incontro delle qualificazioni alla Champions League 2024-2025 Dinamo Kiev-Rangers, per la quale era designato nel ruolo di VAR. Insieme a lui viene arrestato anche il collega Tomasz Musial, designato come suo assistente per la stessa gara: entrambi sono stati colti con un tasso alcolico molto elevato e hanno rubato un cartello stradale.

## Carriera
Ha debuttato nel 2012 in Ekstraklasa. Il 23 maggio 2014 dirige il suo primo match come arbitro UEFA, tra Slovacchia e Montenegro.
Il 23 aprile 2024 la UEFA lo ha convocato per il campionato d'Europa 2024 in Germania, nel ruolo di VAR insieme al collega Tomasz Kwiatkowski, all'arbitro Szymon Marciniak ed agli assistenti Tomasz Listkiewicz e Adam Kupsik.